# Лукаш Маречек
Лукаш Маречек (чеськ. Lukáš Mareček, нар. 17 квітня 1990, Іванчіце) — чеський футболіст, півзахисник клубу «Теплиці».

## Клубна кар'єра
Народився 17 квітня 1990 року в місті Іванчіце. Вихованець футбольної школи клубу «Брно». Дорослу футбольну кар'єру розпочав 2007 року в основній команді того ж клубу, в якій провів три сезони, взявши участь у 50 матчах чемпіонату.
Своєю грою за цю команду привернув увагу представників тренерського штабу бельгійського «Андерлехта», до складу якого приєднався 2010 року. Відіграв за команду з Андерлехта наступні два сезони своєї ігрової кар'єри. Після цього протягом одного року грав у Нідерландах, де захищав на умовах оренди кольори «Геренвена». Більшість часу, проведеного у складі «Геренвена», був основним гравцем команди.
2013 року повернувся на батьківщину, уклавши контракт зі столичною «Спартою». Відтоді встиг відіграти за празьку команду 65 матчів в національному чемпіонаті.

## Виступи за збірні
Протягом 2008—2012 років залучався до складу молодіжної збірної Чехії. На молодіжному рівні зіграв у 23 офіційних матчах, забив 1 гол.
24 березня 2016 року дебютував в офіційних матчах у складі національної збірної Чехії у товариському матчі проти збірної Шотландії. А вже у травні того ж року головний тренер збірної Чехії Павел Врба включив Маречека до розширеної заявки національної команди для участі у фінальній частині Євро-2016.

## Титули і досягнення
- Чемпіон Бельгії (2):

«Андерлехт»: 2009-10, 2011-12
- Володар Суперкубка Бельгії (3):

«Андерлехт»: 2010, 2012, 2013
- Чемпіон Чехії (1):

«Спарта»: 2013-14
- Володар кубка Чехії (1):

«Спарта»: 2013-14
- Володар Суперкубка Чехії (1):

«Спарта»: 2014